# Kogellager

Animatie van een kogellager

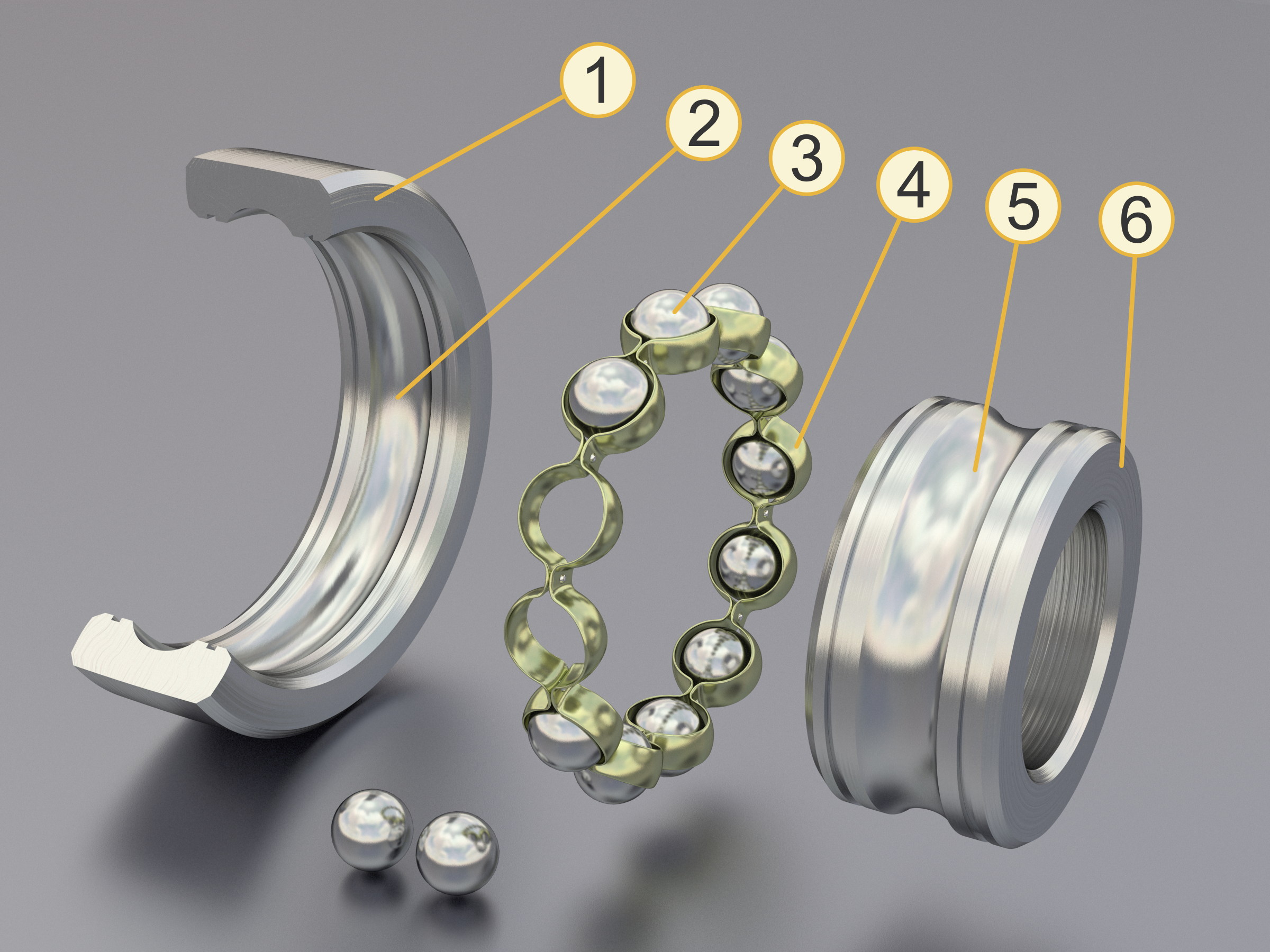
Opbouw eenrijig groefkogellager: 1.buitenring 2.groef 3.kogel 4.kooi 5.groef 6.binnenring

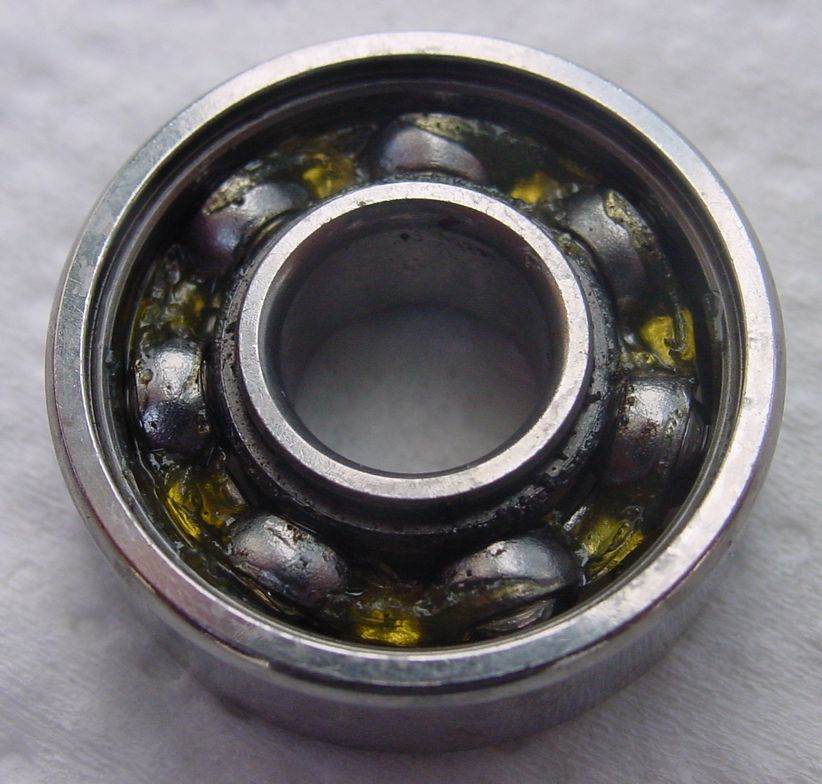
Kogellager zonder afdichting

Een kogellager is een rollend lager dat de wrijving van een draaibeweging vermindert door gebruik te maken van bolvormige kogels.
Naast kogellagers bestaan er ook rollagers (waaronder de naaldlagers en tonlagers) en glijlagers (waaronder de spiraalgroeflagers).

## Onderdelen
Een kogellager bestaat meestal uit een binnenring en een buitenring met daartussen één of twee rijen bolvormige kogels. De kogels draaien, waardoor veel wrijving wordt voorkomen.

## Krachten
De kracht kan loodrecht op het lager staan, bij een radiaal lager (zoals afgebeeld), of bij een axiaallager (druklager) evenwijdig aan de as door het lager, bijvoorbeeld zoals toegepast in de koppeling van een auto.

## Toepassingen
Een kogellager wordt gebruikt om de as van een wiel aan een voertuig te bevestigen of het wiel aan de as te bevestigen. Het wiel kan dan met weinig wrijving ronddraaien, ondanks het feit dat er een flink gewicht op de as drukt. Bij een fiets zijn het voorwiel en achterwiel voorzien van kogellagers, maar ook de trapas en de stuuras. Bij in-line skates wordt elk wiel van twee kogellagers voorzien waar een korte as doorheen gestoken wordt. Ook zwaarbelaste scharnieren van deuren worden wel van kleine kogellagertjes voorzien. De meeste elektromotoren zijn voorzien van kogellagers.
Ook in harde schijven van een computer werden wel kogellagers gebruikt maar sinds 2003 worden die steeds meer met vloeistoflagers uitgerust, omdat die stiller zijn dan kogellagers.

## Wrijving
Als een metalen kogellager te weinig vet of smeerolie heeft, kan het lager door de warmteontwikkeling vastlopen. Een kogellager is namelijk niet geheel wrijvingsloos. Doordat de kogels binnenin een kogellager meedraaien, ontstaat er wrijving tussen de kogels onderling. Ook mag het kogellager niet te veel vet bevatten. Het mag maar voor 2/3 gevuld zijn anders gaat het vet meedraaien, wat het vet kan doen smelten en uit het kogellager doen lopen.
Meestal worden de kogels in een zogeheten kooi geplaatst. Een kooi is een ring met holtes die de kogels uit elkaar houdt. Kogellagers zijn doorgaans van staal gemaakt, maar kunnen ook van kunststof of keramiek gemaakt zijn. Verder kan er een laag teflon aangebracht worden. Soms worden twee kogellagers binnen elkaar geplaatst, om de wrijving zo nog verder te verminderen.

## Identificatie
Kogellagers zijn in verregaande mate gestandaardiseerd. Nummercodes identificeren een specifiek type kogellager. Meestal is op de zijkant van de buitenring de nummercode aangebracht. C-aanduidingen zeggen iets over de speling van de binnenring t.o.v. de buitenring binnen het lager. C3 is de meest voorkomende variant. Dit is een lager dat gelijk is aan zijn C0 genummerde broertje met uitzondering van de speling, die is dus groter. Men heeft ook nog C1 die heeft een veel kleinere speling dan C0 (de standaardmaat) en C2 met een kleiner speling dan C0, maar iets groter dan C1. Verder is er naast de genoemde C3 ook nog een C4 en C5, die hebben een nog grotere speling. In volgorde van speling beginnende bij de strakste zijn de codes: C1, C2, C0, C3, C4 en C5.
Bij inline-skates is de Amerikaanse onderverdeling ABEC standaard. De schaal loopt van ABEC 1 tot ABEC 9 (de nauwkeurigste lagers).

## Beschadigde kogellagers
Kogellagers kunnen door de volgende veelvoorkomende oorzaken versneld verslijten of beschadigd raken: een tekort aan smeermiddelen zoals lagervet of smeervet, verontreinigingen, te hoge temperatuur, te hoge belasting of foute montage. Normaal gezien moet het loopvlak van de kogels netjes egaal van kleur zijn en met het kogellager zonder piepen, krassen of schuren draaien. Met een vergrootglas is eenvoudig te zien of een kogellager beschadigd is. Trillingen zijn een teken dat er schade is opgetreden. Deze trillingen kunnen met trillingsanalyse worden opgemeten en aan de hand daarvan kan men analyseren welke lagerfout is opgetreden. Het verdient aanbeveling om dan snel actie te ondernemen omdat de gevolgschade meestal aanzienlijk groter is dan de kosten van het vervangen van een lager.

## Levensduur
Voor het bepalen van de levensduur van een kogellager zijn een aantal normen relevant, maar veel (lager)fabrikanten geven in tabellenboekjes vaak ook een indicatie. De levensduur (L) wordt meestal uitgedrukt in het aantal omwentelingen dat een lager (gemiddeld) kan "overleven". De formule voor het berekenen van de levensduur van een dynamisch belast radiaal kogellager heeft de vorm:
{\displaystyle {L}=\left({\frac {C}{P}}\right)^{3}}
{\displaystyle {C}={\text{Constante}}} afhankelijk van geometrie en aantal kogels e.d.
{\displaystyle {P}={\text{(gecombineerde) Belasting}}}
Voorbeeld: een 20% hogere (radiale)belasting geeft bijna een halvering van de levensduur.